# 坚果TNT工作站
坚果TNT工作站是指锤子科技于2018年5月15日发布的一款工作站，搭载Smartisan OS 6.6.6操作系统。分两个版本，显示器版9999元，发布会后提供全款预订，终因订单稀少、产能不足而胎死腹中；all in one版则只在发布时公布售价为14999元，参数未知，后续也未在官网上架。其中，TNT意指Touch N' Talk，“按住说话”。

## 发布会
2018年5月15日，锤子科技在位于中国北京市的鸟巢进行了坚果R1手机和坚果TNT工作站的发布会。然而，锤子科技CEO罗永浩在本次发布会上演示坚果TNT工作站时，却接连发生失误，例如：在演示表格处理软件的Touch N' Talk功能时，TNT工作站连续数次未能正确识别罗永浩在会场中所要录入的几个数字。

## 操作系统
坚果TNT工作站运行Smartisan OS 6.6.6，其界面比较类似于MacOS。主要功能有：

### touch and talk
TNT的应用场景包括：
- 按住dock栏说出APP名称即可启动，按住窗口说“关闭”或“关闭其他”即可生效。
- 在坚果office里，按住文本框或单元格并说话就可以输入文字，或改变字体格式；拖动选择多个单元格，按住说“求和”“平均数”等即刻生效；坚果演示里，按住两张PPT缩略图时说“动画”即可编辑过渡动画。

### 水晶球
水晶球依托的是闪念胶囊和坚果office套件。通过读取闪念胶囊，TNT工作站可以预测用户接下来的行为，比如自动搜索和闪念胶囊内容有关的照片并下载，甚至能根据闪念胶囊的内容直接生成PPT。当用户制作PPT时，TNT工作站可以预测用户行为并给出设计建议。

### 发牌手
把多个相同功能的不同软件或网页罗列到一个屏幕上，使用户更方便的进行横向对比。每个窗口都很狭长，而且是移动版。

## 技术规格
坚果TNT工作站（显示器版）搭载一27英寸、分辨率为3840×2160的显示屏，最大亮度为300 cd/㎡，色域为100% sRGB。该显示屏为电容式多点触控，支持十点同时触控。该显示器还装载有500万像素的前置摄像头，支持人脸解锁和视频通话功能。坚果TNT工作站显示器装配的转轴，可使其在36°至90°范围内自由悬停。DP接口、HDMI接口和3.5mm 耳机接口各有1个，USB Type-C接口装有2个，全尺寸USB 3.0接口装有4个。

## 后期演变
坚果TNT工作站（显示器版）未量产量贩，但TNT仍可以在坚果Pro2s和坚果R1上使用，其方式为连接手机到大屏幕上。2018年8月20日，锤子科技在发布会上称TNT不一定必须通过TNT工作站实现，并开启TNT测试招募。2019年3月19日，发布近一年的SmartisanOS 6.6.6终于全部推送给坚果Pro2s和坚果R1。